# Correio de Gravataí
Correio de Gravataí é um jornal de Gravataí, Rio Grande do Sul. Em 2007, ganhou o Prêmio ExxonMobil de Jornalismo (Esso) Especial Interior, concedido a Herculano Barreto Filho, pela reportagem "Agressão Policial e a Morte do Pedreiro Vilson". Em 2012, foi comprado pelo Grupo Editorial Sinos.